# Championnat du Swaziland de football 2010-2011
Navigation
Édition précédente Édition suivante
La saison 2010-2011 du Championnat du Swaziland de football est la trente-cinquième édition de la Premier League, le championnat national de première division au Swaziland. Les quatorze équipes engagées sont regroupées au sein d'une poule unique où elles affrontent deux fois leurs adversaires, à domicile et à l'extérieur. En fin de saison, pour permettre le retour à un championnat à douze clubs, les quatre derniers du classement sont relégués et remplacés par les deux meilleures équipes de deuxième division.
C'est le club de Green Mamba qui remporte la compétition cette saison après avoir terminé en tête du classement final, qui ne devance Manzini Wanderers qu'au bénéfice d'une meilleure attaque, les deux clubs ayant le même nombre de points et la même différence de buts. C'est le premier titre de champion du Swaziland de l'histoire du club.

## Participants
- Mbabane Highlanders
- Moneni Pirates
- Manzini Sundowns - Promu de D2
- Manzini Wanderers
- Young Buffaloes FC
- Hub Sundowns
- Hellenic FC - Promu de D2
- Mhlambanyatsi Rovers
- Eleven Men in Flight
- Mbabane Swallows
- Umbelebele/Jomo Cosmos
- Malanti Chiefs FC
- Green Mamba
- Royal Leopards FC

## Compétition

### Classement
Le classement est établi sur le barème de points suivant : victoire à 3 points, match nul à 1, défaite à 0.
| Rang | Équipe                 | Pts | J  | G  | N  | P  | Bp | Bc | Diff |
| ---- | ---------------------- | --- | -- | -- | -- | -- | -- | -- | ---- |
| 1    | Green Mamba            | 50  | 26 | 15 | 5  | 6  | 52 | 26 | +26  |
| 2    | Manzini Wanderers      | 50  | 26 | 14 | 8  | 4  | 49 | 23 | +26  |
| 3    | Manzini SundownsP      | 44  | 26 | 12 | 8  | 6  | 34 | 21 | +13  |
| 4    | Mbabane Highlanders    | 41  | 26 | 11 | 8  | 7  | 37 | 31 | +6   |
| 5    | Mbabane Swallows       | 40  | 26 | 11 | 7  | 8  | 51 | 36 | +15  |
| 6    | Royal Leopards FCC     | 39  | 26 | 11 | 6  | 9  | 35 | 26 | +9   |
| 7    | Young Buffaloes FCT    | 36  | 26 | 9  | 9  | 8  | 38 | 28 | +10  |
| 8    | Malanti Chiefs FC      | 35  | 26 | 8  | 11 | 7  | 37 | 34 | +3   |
| 9    | Hellenic FCP           | 35  | 26 | 11 | 2  | 13 | 33 | 44 | -11  |
| 10   | Moneni Pirates         | 34  | 26 | 10 | 4  | 12 | 24 | 32 | -8   |
| 11   | Umbelebele/Jomo Cosmos | 31  | 26 | 8  | 7  | 11 | 34 | 39 | -5   |
| 12   | Hub Sundowns           | 29  | 26 | 7  | 8  | 11 | 25 | 52 | -27  |
| 13   | Mhlambanyatsi Rovers   | 25  | 26 | 5  | 10 | 11 | 30 | 41 | -11  |
| 14   | Eleven Men in Flight   | 9   | 26 | 2  | 3  | 21 | 22 | 68 | -46  |

|  | Qualification pour la Ligue des champions de la CAF 2012                                  |
|  | Qualification pour la Coupe de la confédération 2012                                      |
|  | Relégation directe en deuxième division                                                   |
|  | T : Tenant du titre C : Vainqueur de la Coupe du Swaziland P : Promu de deuxième division |

## Bilan de la saison
| Championnat du Swaziland de football 2010-2011 |                         |
| Champion                                       | Green Mamba (1er titre) |
| Coupes et trophées                             |                         |
| Vainqueur de la Coupe du Swaziland 2010-2011   | Royal Leopards FC       |
| Qualifications continentales                   |                         |
| Ligue des champions de la CAF 2012             | Green Mamba             |
| Coupe de la confédération 2012                 | Royal Leopards FC       |
| Promotions et relégations                      |                         |
| Promus en Premier League                       | Masibini Red Lions FC   |
| Promus en Premier League                       | Tambankulu Callies FC   |
| Relégués en First Division League              | Umbelebele/Jomo Cosmos  |
| Relégués en First Division League              | Hub Sundowns            |
| Relégués en First Division League              | Mhlambanyatsi Rovers    |
| Relégués en First Division League              | Eleven Men in Flight    |